# EWHL Euro Cup 2024
Der EWHL Euro Cup 2024 war die 14. Austragung des EWHL Euro Cups (bis 2024 EWHL Super Cup). Der Wettbewerb im Eishockey der Frauen wurde von der Elite Women’s Hockey League (EWHL) organisiert.

## Modus und Teilnehmer
Die zehn teilnehmenden Mannschaften spielen in drei Gruppen aufgeteilt jeweils in einer Einfachrunde Jeder gegen jeden (In der Gruppe A wurden nur zwei Spiele pro Team ausgetragen). Für einen Sieg gab es drei Punkte; für einen Sieg nach Verlängerung (Sudden Victory Overtime) oder Penaltyschießen bekam der Sieger zwei Punkte, der Verlierer einen.
Für das Finalturnier des Super Cups am 19. und 20. Oktober 2024 qualifizierten sich vier Mannschaften – jeweils die Gruppenersten sowie der Gruppenzweite der Vorrundengruppe A.

## Vorrunde

### Gruppe A
| Pl. |                       | Sp | S | OTS | OTN | N | Tore | Punkte |
| --- | --------------------- | -- | - | --- | --- | - | ---- | ------ |
| 1.  | EV Zug                | 2  | 2 | 0   | 0   | 0 | 10:3 | 6      |
| 2.  | Hokiklub Budapest     | 2  | 1 | 0   | 0   | 1 | 6:6  | 3      |
| 3.  | SKN Sabres St. Pölten | 2  | 1 | 0   | 0   | 1 | 2:6  | 3      |
| 4.  | HK PSRŽ Bratislava    | 2  | 0 | 0   | 0   | 2 | 2:5  | 0      |

### Gruppe B
| Pl. |                | Sp | S | OTS | OTN | N | Tore | Punkte |
| --- | -------------- | -- | - | --- | --- | - | ---- | ------ |
| 1.  | MAC Budapest   | 2  | 2 | 0   | 0   | 0 | 8:3  | 6      |
| 2.  | ERC Ingolstadt | 2  | 1 | 0   | 0   | 1 | 6:7  | 3      |
| 3.  | Lakers Kärnten | 2  | 0 | 0   | 0   | 2 | 4:8  | 0      |

### Gruppe C
| Pl. |                                | Sp | S | OTS | OTN | N | Tore | Punkte |
| --- | ------------------------------ | -- | - | --- | --- | - | ---- | ------ |
| 1.  | ECDC Memmingen                 | 2  | 2 | 0   | 0   | 0 | 10:0 | 6      |
| 2.  | Aisulu Almaty                  | 2  | 1 | 0   | 0   | 1 | 5:6  | 3      |
| 3.  | Budapest Jégkorong Akadémia HC | 2  | 0 | 0   | 0   | 2 | 0:9  | 0      |

## Finalturnier
Für das Finalturnier in Zug qualifizierten sich die der HK Budapest, ECDC Memmingen, MAC Budapest und der gastgebende EV Zug.
Im Finalturnier erreichten Gastgeber EV Zug Budapest und Titelverteidiger ECDC Memmingen das Finale, in dem sich der EV Zug durchsetzte. Mit 1.441 Zuschauern im Finalspiel wurde ein neuer EWHL-Rekord aufgestellt.

### Spiele
Halbfinale
| 19. Oktober 2024 13:00 Uhr | ECDC Memmingen Daria Gleißner (20:49) Anna Rose (33:09) Nara Elia (35:02) Theresa Knutson (37:26) Nara Elia (44:54) Nicola Hadraschek (47:32) | 6:4 (0:0, 4:1, 2:3) Spielbericht | Hokiklub Budapest Réka Dabasi (27:29) Une Strandborg (40:21) Petra Szamosfalvi (55:01) Hayley Williams (57:03) | Bossard Arena, Zug Zuschauer: 41 |

| 19. Oktober 2024 16:30 Uhr | EV Zug Noemi Neubauerova (12:01) Lara Stalder (20:36) Naemi Herzig (26:01) Lena-Marie Lutz (28:58) Elena Gaberell (33:31) Lara Stalder (38:35) Jael Manetsch (43:14) Lena-Marie Lutz (58:27) | 8:0 (1:0, 5:0:, 2:0) Spielbericht | MAC Budapest | Bossard Arena, Zug Zuschauer: 812 |

Spiel um Platz 3
| 20. Oktober 2024 13:00 Uhr | MAC Budapest Alexandra Huszák (42:18) Alexandra Huszák (60:08) | 2:1 n. V. (0:0, 0:1, 1:0, 1:0) Spielbericht | Hokiklub Budapest Madeline Leidt (26:30) | Bossard Arena, Zug Zuschauer: 70 |

Finale
| 20. Oktober 2024 16:30 Uhr | EV Zug Lena-Marie Lutz (8:48) Annika Fazokas (9:40) Noemi Neubauerova (57:27) | 3:2 (2:1, 0:1, 1:0) Spielbericht | ECDC Memmingen Celina Haider (5:56) Nara Elia (20:11) | Bossard Arena, Zug Zuschauer: 1.441 |